# Tlaxcaltèques

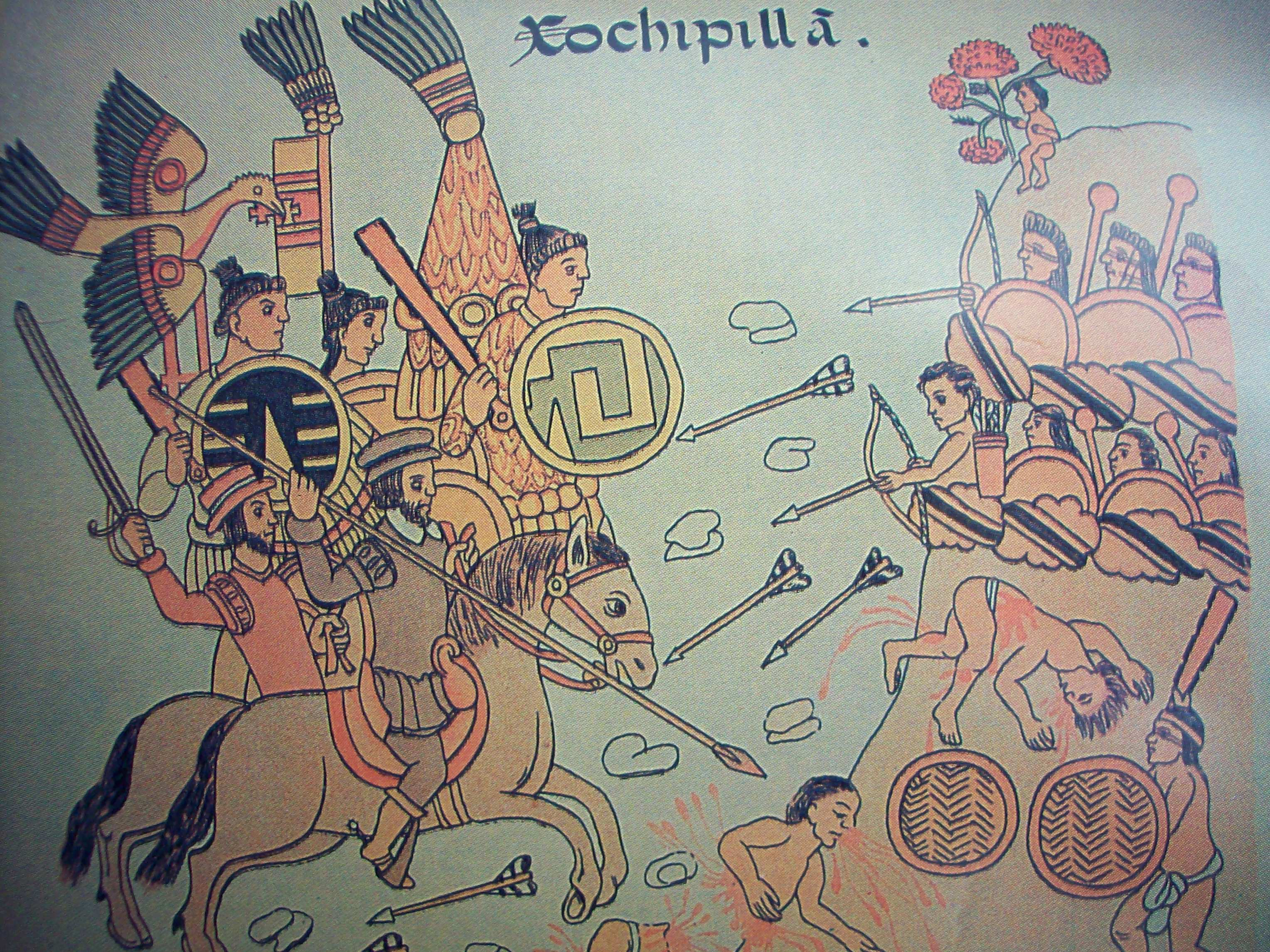
Illustration du Lienzo de Tlaxcala lors de la bataille de Xochipilla pendant la guerre de Mizton.

Les Tlaxcaltèques (ou Tlaxcalas) sont les habitants de Tlaxcala, État enclavé dans l'Empire aztèque. Contrairement à la version donnée par les Aztèques aux Espagnols, affirmant qu'ils conservaient cet État pour les guerres fleuries (guerres rituelles pour faire des prisonniers en vue de les sacrifier), il semblerait plutôt que les Tlaxcaltèques résistaient férocement à l'impérialisme aztèque en préservant leurs propres modèles démocratiques. À l'arrivée des Espagnols, les Tlaxcaltèques s'allièrent à ceux-ci et leur fournirent une aide précieuse et indispensable à la prise de Tenochtitlan sous forme de guerriers et de refuge dans leur cité après la Noche Triste.
Comme ils avaient aidé les Espagnols lors de leur conquête du Mexique, les Tlaxcaltèques ont joui de privilèges par rapport aux autres peuples du Mexique. Ils pouvaient porter des armes à feu, posséder des chevaux, des fermes.
Certains Tlaxaltèques ont été déplacés par les Espagnols dans le nord du Mexique pour montrer aux indigènes de cette région la sédentarisation, et aussi pour travailler dans les mines et les haciendas.